# 凤卧镇
凤卧镇是中华人民共和国浙江省温州市平阳县下辖的一个镇。
2016年1月23日，浙江省人民政府批复同意调整水头镇管辖范围，增设凤卧镇，镇政府驻平凤村。

## 行政区划
凤卧镇下辖以下村级行政区划单位：
平凤村、凤林村、马头岗村、吴潭桥村、西塔村、垟头村、蒲山村、内塘村、赤砂村、凤东村、凤卧湾村、平马村和玉轩村。